# Alberto Rencoret Donoso
Alberto Rencoret Donoso (Talca, Chile; 12 de noviembre de 1907 - Santiago; 25 de julio de 1978) fue en primera instancia prefecto de investigaciones y homicida del joven profesor comunista Manuel Anabalón Aedo. Luego de la impunidad otorgada por el presidente, Arturo Alessandri, comenzó su vida como sacerdote que llegó a ser arzobispo de Puerto Montt y rector del Seminario de Santiago.

## Biografía
Según el testimonio de Rigoberto Soto Céspedes, ciudadano nacido el año 1938 en la antigua comuna de Barrancas (Santiago de Chile) y actualmente residente de la comuna de Lo Prado, Alberto Rencoret Donoso le confesó que decidió ser sacerdote porque sentía un profundo arrepentimiento por las atrocidades cometidas durante su época de prefecto. Dicha confesión ocurrió durante los estudios de Rigoberto Soto Céspedes como sacristán en la parroquia San Luis Beltrán (actual comuna de Pudahuel). (Testimonio recopilado por Max Castillo Soto, nieto de Rigoberto Soto Céspedes)

## Obispo de Puerto Montt
Alberto Rencoret fue ordenado sacerdote en Santiago el 15 de agosto de 1935.
El papa Pío XII lo eligió como segundo obispo de Puerto Montt el 21 de marzo de 1958. Consagrado en el Templo de los Sacramentinos, en Santiago, el 1 de junio de 1958 por el nuncio apostólico monseñor Sebastiano Baggio, su lema episcopal fue: Ave Crux spes unica.
Al ser creado el Arzobispado de Puerto Montt el 10 de mayo de 1963, Juan XXIII lo designó para encabezarlo. Participó en las cuatro Sesiones del Concilio Vaticano II. Celebró el II Sínodo de Puerto Montt en 1969.
Renunció al Arzobispado el 18 de mayo de 1970, y Pablo VI lo trasladó a la sede titular de Sila. Se retiró a vivir en Constitución y allí fue vicario general del obispo de Linares.